# Онкотическое давление
Онкотическое давление (от др.-греч. ὄγκος — «объём», «масса») — коллоидно-осмотическое давление (не является долей осмотического давления) создаваемое высокомолекулярными компонентами раствора. В плазме крови человека составляет лишь около 0,5 % осмотического давления (3—4 кн/м², или 0,03—0,04 атм). Тем не менее онкотическое давление играет важнейшую роль в образовании межклеточной жидкости, первичной мочи и других жидкостей. Стенка капилляров свободно проницаема для воды и низкомолекулярных веществ, но не для белков. Скорость фильтрации жидкости через стенку капилляра определяется разницей между онкотическим давлением белков плазмы и гидростатическим давлением крови, создаваемым работой сердца. На артериальном конце капилляра солевой раствор вместе с питательными веществами переходит в межклеточное пространство. На венозном конце капилляра процесс идёт в противоположном направлении, поскольку венозное давление ниже онкотического давления. В результате в кровь переходят вещества, отдаваемые клетками. При заболеваниях, сопровождающихся уменьшением концентрации в крови белков (особенно альбуминов), онкотическое давление снижается, и это может явиться одной из причин накопления жидкости в межклеточном пространстве, в результате чего развиваются отёки.

## В биологии
Кровь, лимфа, а также все тканные жидкости живых организмов являются водными растворами органических и минеральных соединений, и ионов. Им свойственно определённое осмотическое давление. Осмотическое давление крови человека достаточно постоянно, при 309,75 К (36,6˚С) оно достигает 0,74-0,78 МПа. Ему соответствует осмолярная концентрация растворённых в плазме веществ, которая составляет 0,287-0,0303 кг/м3. Осмотическое давление крови обуславливает растворённая в ней небольшая часть ионов. Высокомолекулярные соединения, зачастую белки (альбумины, глобулины), составляют половину процента общего давления крови. Эту часть осмотического давления называют онкотическим давлением, величина которого достигает 3,5-3,9 кПа. Постоянность осмотического давления в крови регулируется выделением паров воды при дыхании, работой почек, выделением пота и т.д.
Онкотическое давление имеет важное значение для жизнедеятельности организма. Понижение содержания белка в крови (гипопротеинемия, голодание, нарушение деятельности пищеварительного тракта, потеря белка с мочой при заболевании почек) вызывает разницу в онкотическом давлении в тканных жидкостях и крови. Вода стремится в сторону большего давления (в ткани); возникают так называемые онкотические отёки подкожной клетчатки («голодные» и «почечные» отеки). При оценке состояния и лечении больных учет осмоонкотических явлений имеет огромное значение.
Организм человека способен поддерживать осмотическое давление на постоянном уровне. При его изменении организм стремится вернуть его в норму. Так, если с едой в организм вводится большое количество растворённых веществ (соль, сахар), осмотическое давление изменится, на что организм сразу же отреагирует: меняется количество и состав слюны, пота, мочи и количество выделительной пары. На рецепторы языка подаётся сигнал жажды. Человек начинает пить воду, снижая осмотическое давление.
При патологических явлениях в тканях организма осмотическое давление может значительно колебаться и в центре воспаления оно превышает норму в два-три раза.
Растворы с осмотическим давлением, которое равно давлению раствора, принятого за стандарт, называют изотоническими. Растворы с осмотическим давлением, высшим за стандарт, называют гипертоническими, а низшим — гипотоническими.
В медицинской практике изотоническими растворами называют растворы с осмотическим давлением, которое равно осмотическому давлению плазмы крови. Таким раствором является 0,85%-ный раствор хлорида натрия (146 моль/м3). В таком очень разведённом растворе NaCl изотонический коэффициент Вант-Гоффа можно считать равным 2, и рассчитанное значение осмотического давления для этих растворов при 310К (или {\displaystyle 37^{\circ }C}) будет равно:
{\displaystyle \pi _{o}sm=2\cdot 146\cdot 310\cdot 8,314=0,75} МПа.
Изотоническим относительно плазмы крови является также 4,5—5%-ный раствор глюкозы.
Изотонические растворы можно вводить в организм человека в больших количествах. Такие растворы вводят больным по несколько литров в сутки, например, после тяжёлых операций для компенсации потерь крови.
Гипертонические растворы вводят в организм человека только в небольших количествах. При введении большого количества гипертонического раствора эритроциты вследствие экзоосмоса теряют воду, резко уменьшаются в объёме и сморщиваются (плазмолиз).
В хирургии гипертонические растворы применяют как внешнее для смачивания марлевых повязок, которые используются при лечении гнойных ран. Если ребенок, например, повредил колено и рана начала гноиться, хорошо было бы сделать такую перевязку. Ибо согласно с законом осмоса, жидкость с раны стремится по марле наружу, что способствует очищению раны от гноя, микроорганизмов, продуктов распада и так далее.
Гипертонические растворы некоторых солей ({\displaystyle MgSO_{4},Na_{2}SO_{4}}), которые плохо всасываются желудочно-кишечным трактом, используют как средства для поноса. Слабительное действие солей связано с тем, что вследствие осмоса осуществляется переход большого количества воды со слизистой оболочки в кишечник.
Во всех случаях, когда с определёнными терапевтическими намерениями в кровяное русло, мышечную ткань, спинномозговой канал и так далее вводят солевые растворы (физиологические растворы), необходимо проводить такую операцию очень тщательно, чтобы не вызвать «осмотического конфликта» — несоответствия между осмотическим давлением плазмы крови, межклеточной или спинномозговой жидкостью и осмотическим давлением раствора, который вливается. Если, например, тот раствор, который вводится, будет гипертоническим по отношению к крови, то при этом будет осуществляться осмос воды из внутренних частей эритроцитов в окружающую плазму, эритроциты будут обезвоживаться и сморщиваться. Если же раствор, который вводится, будет гипотоническим по отношению к крови, то осмос будет осуществляться в обратном направлении — внутрь эритроцитов (эндоосмос). Эритроциты при этом будут увеличиваться в объёме, что может привести к разрыву их оболочки и деструкции (настает гемолиз). Начальная стадия гемолиза настает при снижении осмотического давления в плазме от 0,40—0,36 МПа, а полный гемолиз — при 0,26—0,30 МПа.
Гемолиз является отдельным случаем общего явления — цитолиза — разрушения животных и растительных клеток под влиянием разницы осмотических давлений по разные стороны мембраны клетки. Опасные последствия гемолиза можно уменьшить путём снижения проницаемости клеточной оболочки, что достигается введением строфантина, гепарина и других препаратов.
Осмос и диализ лежат в основе целого ряда физиологических процессов, которые протекают в организме человека и животных. С их помощью осуществляется усвоение еды, окислительные процессы, связанные с дыханием, распределение нутриентов, которые переносятся кровью, и жидкостный обмен в тканях, выделение продуктов жизнедеятельности (мочи, кала) и так далее. Используя слишком солёную или сладкую еду, человек чувствует жажду, которая даёт сигнал про возрастание в клетках и межклеточных жидкостях осмотического давления. При купании в морской воде отмечается покраснение глаз с незначительными болями, поскольку под действием осмоса вода с глаза высасывается в морскую воду, где выше осмотическое давление, и глаз будто частично высыхает. При купании в пресной воде болевые ощущения, резь в глазах более ощутимы, потому что осмос воды направлен внутрь глаза.
Неравномерное распределение ионов в живых мембранах вызывает появление электрических потенциалов, которые имеют большое значение в физиологии. Способность некоторых мембран концентрировать ионы впечатляющая. Например, в носовых солевых железах альбатроса, буревестника и некоторых других морских птиц содержатся мембраны, которые осуществляют транспортирование хлористого натрия с внутренних клеток на поверхность желез в таких высоких концентрациях, что с кончика птичьего клюва капает 5%-ный раствор соли. Специальная адаптация позволяет птицам пить морскую воду и выживать в среде, где нет пресной воды.